# Siegmund Weltlinger (Politiker)
Siegmund Weltlinger (geb. 29. März 1886 in Hamburg; gest. 18. Mai 1974 in West-Berlin) war Gründungsmitglied und erster jüdischer Vorsitzender von 1949 bis 1970 sowie Ehrenpräsident ab 1970 der Gesellschaft für Christlich-Jüdische Zusammenarbeit in Berlin. Weltlinger war außerdem CDU-Mitglied.

## Leben
Weltlinger wurde 1886 in Hamburg geboren und wuchs in Kassel auf, wo er nach dem Abitur seinen Militärdienst leistete und anschließend eine Banklehre absolvierte. Während des Ersten Weltkrieges diente Siegmund Weltlinger zunächst als Frontsoldat, 1915 wurde er als Finanzfachmann in die Zentral-Einkaufsgemeinschaft der belgischen Zivilverwaltung versetzt. Im November 1918 kehrte Weltlinger nach Berlin zurück. 1919 heiratete er dort.
1919 verkaufte Siegmund Weltlinger die 1914 erworbene Zeitschrift Börsenarchiv, er trat als gewinnbeteiligter Börsenprokurist in das Bankhaus Julius I. Mayer ein. 1925 verließ er die Bank und machte sich als Börsenhändler selbständig. Diesen Beruf übte er aus, bis eine Anordnung des Reichswirtschaftsministers am 20. Juni 1938 allen Juden den Besuch der Börsen untersagte.
Nach den Ausschreitungen im November 1938 wurde Weltlinger für zwei Monate im Konzentrationslager Sachsenhausen inhaftiert. Von März 1939 bis Februar 1942 arbeitete er bei der Jüdischen Gemeinde Berlin und war für die Verwaltung und Erhebung der Auswanderungs-, Abwanderungs- und Theresienstadt-Heimeinkaufsabgaben verantwortlich. Weltlinger und seiner Frau Margarete gelang es, beide Kinder noch vor Kriegsausbruch mit Kindertransporten nach England in Sicherheit zu bringen. 1943 tauchte das Paar vor der drohenden Deportation unter. Die mit ihnen befreundete nichtjüdische Familie Möhring versteckte sie bis zum Kriegsende in ihrer Berliner Zweieinhalbzimmerwohnung.
Nach einer ersten Tätigkeit als Referent des Magistrates für jüdische Angelegenheiten trat Weltlinger 1946 in die CDU ein. Im November 1949 gehörte er zu den Gründungsmitgliedern der Gesellschaft für christlich-jüdische Zusammenarbeit in Berlin e. V., deren jüdischer Vorsitzender er wurde und bis 1970 blieb. 1959 bis 1967 war er Mitglied des Abgeordnetenhauses von Berlin und schließlich Alterspräsident des Abgeordnetenhauses. 1961 wurde ihm der Titel eines Stadtältesten verliehen.

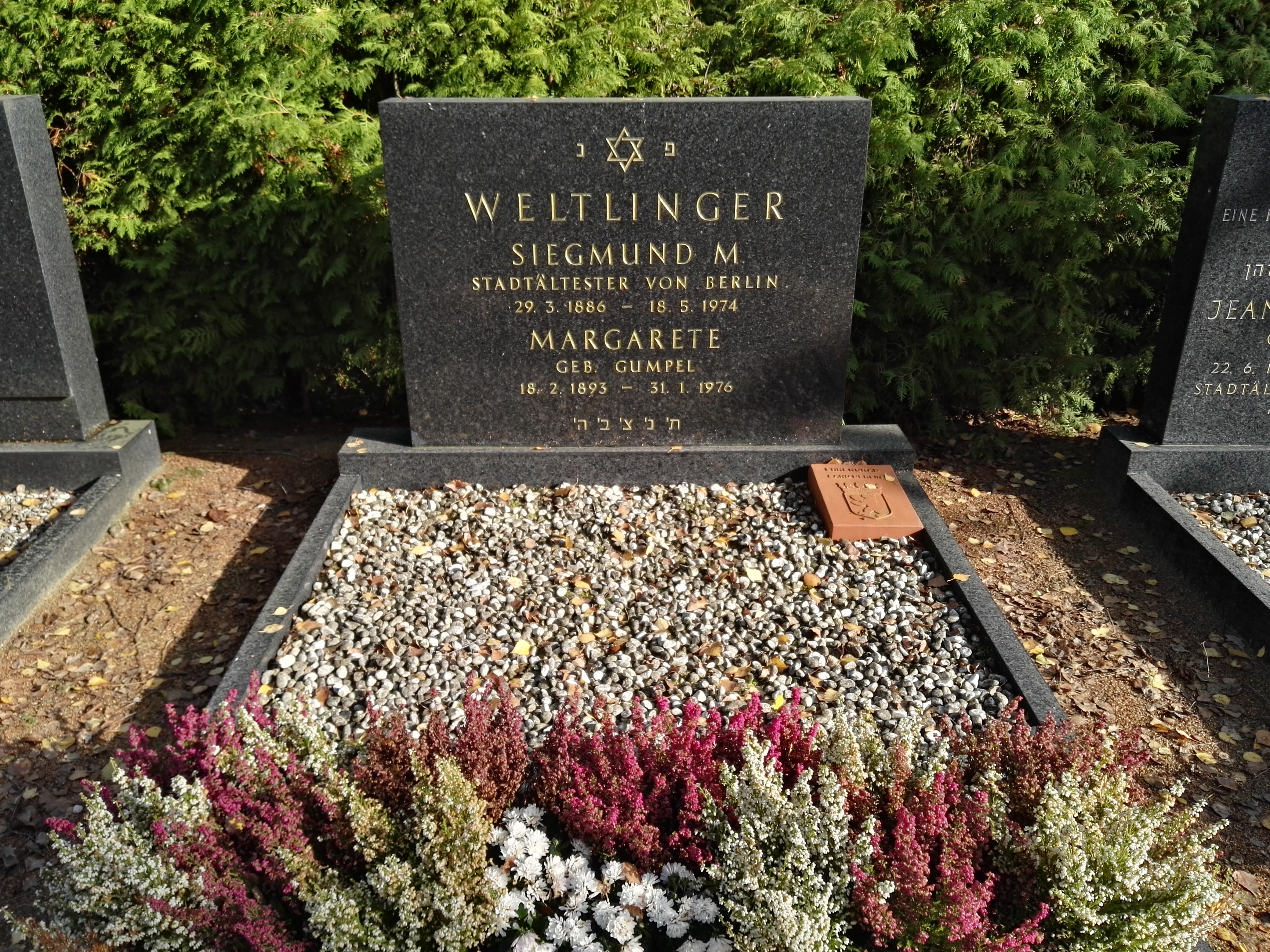
Grabstätte

Weltlinger starb 1974 in Berlin, er wurde in einem Ehrengrab der Stadt Berlin auf dem Friedhof der Jüdischen Gemeinde Berlin an der Heerstraße beigesetzt.

## Schriften
- Die Brüderschaft der Religionen. In: Der Weg. Zeitschrift für Fragen des Judentums, Jg. 1 (1946), Nr. 10, S. 3.
- Die Bedeutung des „Referates Jüdische Angelegenheiten“ im Beirat für kirchliche Angelegenheiten des Magistrats der Stadt Berlin. In: Der Weg. Zeitschrift für Fragen des Judentums, Jg. 1 (1946), Nr. 29, S. 3f.

## Ehrungen
- 1961: Stadtältester von Berlin
- 1966: Großes Verdienstkreuz der Bundesrepublik Deutschland
- 1971: Ernst-Reuter-Plakette
- Ehrengrab auf dem Friedhof der Jüdischen Gemeinde zu Berlin, Heerstraße